# Transitus Mariae

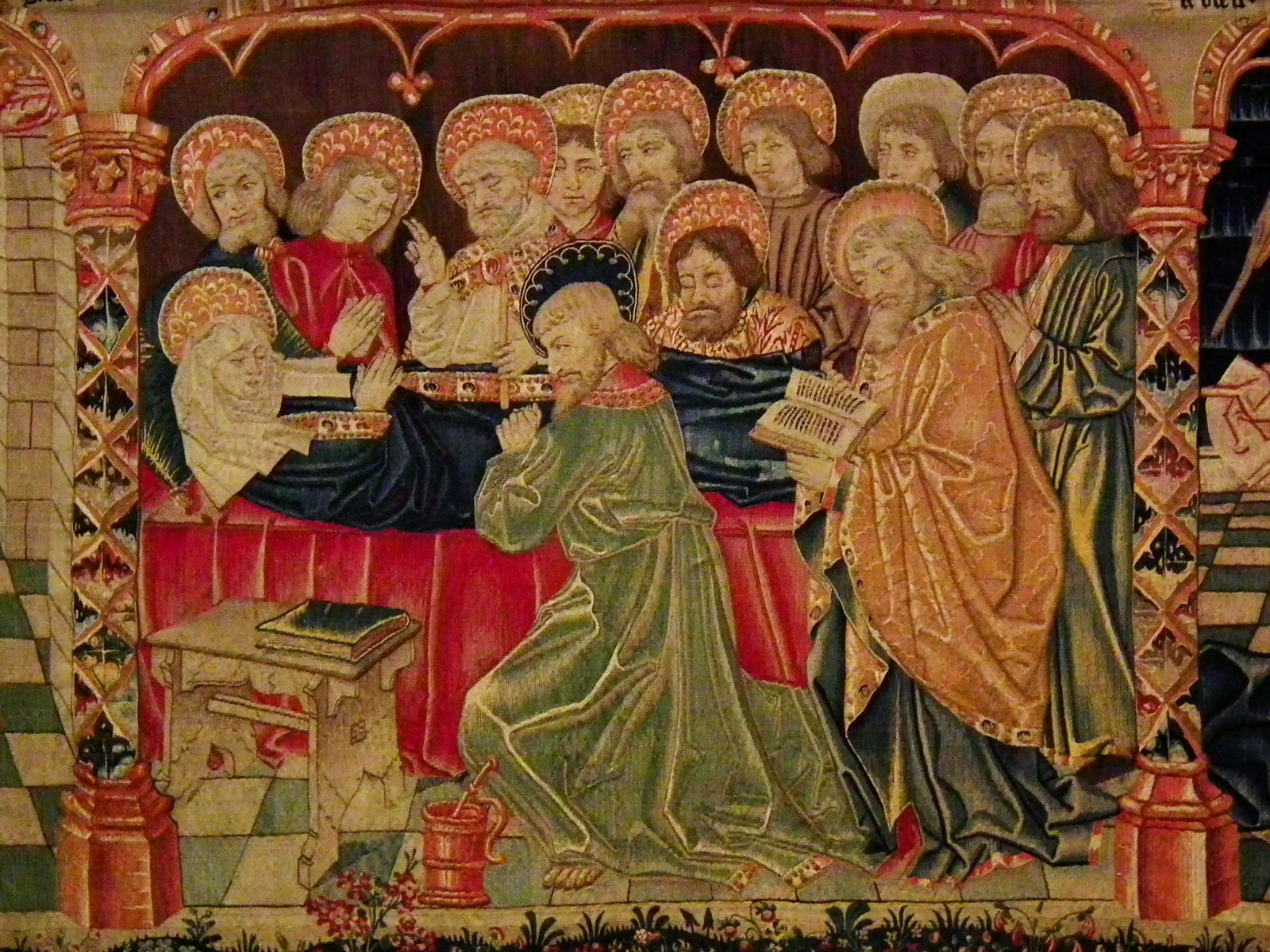
Heimgang der Gottesmutter, Wandteppich in der Pfarrkirche Notre-Dame (Beaune)

Der Transitus Mariae (Liber qui appellatur Transitus sanctae Mariae apocryphus) ist eine Gruppe frühchristlicher legendarischer Schriften über das Sterben der Gottesmutter Maria und ihre leibliche Aufnahme in den Himmel. Sie werden meist zu den jüngeren Apokryphen des Neuen Testaments gerechnet, weisen aber auch Elemente der Hymnographie, Hagiographie und Homilienliteratur auf.

## Geschichte
Die Datierung der Werkgruppe ist umstritten. Traditionellerweise wird die ursprüngliche Schrift in die Zeit zwischen dem 4. und dem 6. Jahrhundert datiert; damit könnte sie im Zusammenhang und in Folge der dogmatischen Auseinandersetzungen der ersten Konzilien entstanden sein. Einige Wissenschaftler datieren das Werk in seinen ersten Fassungen dagegen ins 2./3. Jahrhundert. In der Einleitung zu seinem Transitus Mariae schreibt zum Beispiel ein Pseudo-Melito, dass bereits Leucius, ein Schüler des Apostels Johannes, einen solchen Text verfasst habe. Diese Behauptung ist aber sehr umstritten, unter anderem da der spätere Autor, der sich als Melito ausgab, seine eigene Schrift in die Zeit des Johannes zu datieren versuchte, obwohl Melito erst im späteren 2. Jahrhundert lebte.

## Rezeption und Inhalt
In letzter Zeit wurden die Transitus-Mariae-Schriften mehrfach analysiert. Man kennt heute etwa 24 Fassungen des Transitus Mariae, die zum Teil stark variieren und eine Rekonstruktion der „Urfassung“ der Schrift kaum ermöglichen.
Allen Varianten gemeinsam sind folgende Inhalte: Ein Engel erscheint Maria, überreicht ihr einen Palmenwedel und überbringt ihr die Botschaft ihres bevorstehenden Todes in drei Tagen. Maria geht daraufhin auf den Ölberg und erkennt im Engel Gott selbst. Sie kehrt dann nach Hause zurück, betet und setzt ihr Umfeld in Kenntnis ihres nahen Todes. Während der Apostel Johannes von Maria selbst hinsichtlich der Engelerscheinung und der Todesbotschaft informiert wird, werden die übrigen Apostel, einschließlich Paulus, auf wunderbare Weise nach Jerusalem herbeigebracht. Da Petrus den Grund für diese Verbringung nicht weiß, betet er. Johannes tritt aus dem Haus Mariens heraus und klärt Petrus sowie die übrigen Apostel über den bevorstehenden Tod der Mutter Jesus auf. Am Morgen des zweiten Tages gehen die Apostel ins Haus, wo sich Maria befindet, und begrüßen die Gottesmutter. Am Abend des Tages hält Petrus eine Predigt. Am dritten Tag geht Maria vor das Haus in Jerusalem und verrichtet ein letztes Gebet. Zur dritten Stunde (circa 9 Uhr) erscheint Christus mit Engeln. Maria bedankt sich bei ihrem Sohn und stirbt. Jesus gibt Petrus die Anweisung, Maria in einem neuen Grab zu bestatten. Der Leichenzug Mariens wird von Hohenpriestern gestört, die den Leichnam der Mutter Jesu verbrennen und die Apostel töten wollen. Zur Strafe für ihr frevlerisches Vorhaben werden die Priester aber mit Blindheit geschlagen und das Begräbnis kann stattfinden. Nachdem Maria drei Tage im Grab gelegen hat, erscheint Christus wieder an ihrem Grab und Engel verbringen den Leib der Gottesmutter ins Paradies. Unter dem paradiesischen Baum des Lebens wird Marias Leichnam wieder mit ihrer Seele vereint. Dabei anwesend sind Christus und seine zu diesem Zweck ins Paradies aufgefahrenen Apostel. Jesus schickt anschließend seine Jünger wieder in ihre Missionsgebiete zurück.
In den Einzelheiten der verschiedenen Textvarianten bestehen jedoch starke Unterschiede, die unter anderem verschiedene dogmatische Hintergründe und Ansichten widerspiegeln. So behandeln einige Texte lediglich einen natürlichen Tod Marias, während andere auch ihren tatsächlichen Transitus, also die leibliche Aufnahme in den Himmel, enthalten. Der Wert der Transitus-Mariae-Literatur als historische Quelle für den Tod Mariens ist daher insgesamt eher klein. Eine besondere Wichtigkeit kommt dem Transitus Mariae jedoch als Zeitzeugnis für die Verehrung Mariens in der Entstehungszeit der Texte sowie für die spätere christliche Ikonographie des ‚Heimgangs Mariens bzw. ihrer Entschlafung‘ zu. Darüber hinaus sind die Transitus-Mariae-Berichte besonders für das Dogma von der leiblichen Aufnahme Mariens in den Himmel durch die apostolische Konstitution Munificentissimus Deus im Jahr 1950 bedeutsam geworden.
Die Entstehungszeit der einzelnen Versionen und ihre Beziehungen zueinander werden sehr uneinheitlich angegeben. Unter anderem wurde die Ansicht vertreten, dass ein griechisches Manuskript in der Vatikanischen Bibliothek dem Original am nächsten kommen soll. Mit der Erkenntnis über frühere und längere Versionen in Übersetzungen aus den peripheren Gebieten der christlichen Ost- und Westkirchen (Äthiopisch, Christlich-Palästinisch-Aramäisch, Syrisch) stellt sich die Frage nach der fehlenden griechischen Urversion, die durch die spätere griechische Überlieferung nicht bestätigt wird.

## Ausgaben
- William Wright: Contributions to the Apocryphal Literature of the New Testament. Williams & Norgate, London 1865, S. 11–15, 42–51; 55–65 [syrischer Text].
- Agnes Smith Lewis: Apocrypha Syriaca. The Protevangelium Jacobi and Transitus Mariae. (= Studia Sinaitica 11). C. J. Clay & Sons, London 1902 (englische Übersetzung einer Version ab S. 12; online).
- Antoine Wenger: L’Assomption de la T.S. Vierge dans la tradition byzantine du VIe au Xe siècle. (= Archives de l’Orient Chrétien 5). Institut Français d’Études Byzantines, Paris 1955.
- Victor Arras: De Transitu Mariae apocrypha Aethiopice (= Corpus scriptorum Christianorum Orientalium 342–343 und 351–352 / Scriptores Aethiopici. 66–69). Secrét. du CorpusSCO, Louvain 1973–1974.
- Hans Förster (Hrsg.): Transitus Mariae. Beiträge zur koptischen Überlieferung. Mit einer Edition von P. Vindob. K 7589, Cambridge Add 1876 8 und Paris BN Copte 12917 f. 28 und 29 (= Die Griechischen Christlichen Schriftsteller der ersten Jahrhunderte. Neue Folge 14 / Neutestamentliche Apokryphen. Band II). Walter de Gruyter, Berlin/New York 2006, ISBN 978-3-11-018227-9.
- Stephen J. Shoemaker: New Syriac Dormition Fragments from Palimpsests in the Schøyen Collection and the British Library. In: Le Muséon 124, 2011, S. 259–278.
- Sebastian P. Brock and Grigory Kessel: The ‘Departure of Mary’ in Two Palimpsests at the Monastery of St. Catherine (Sinai Syr. 30 & Sinai Arabic 514). In: Christian Orient. Journal of Studies in the Christian Cultures of Asia and Africa 8, 2017, S. 115–152.
- Christa Müller-Kessler: Three Early Witnesses of the «Dormition of Mary» in Christian Palestinian Aramaic. Palimpsests from the Cairo Genizah (Taylor-Tchechter Collection) and the New Finds in St Catherine’s Monastery. In: Apocrypha 29, 2018, S. 69–95.
- Christa Müller-Kessler: An Overlooked Christian Palestinian Aramaic Witness of the Dormition of Mary in Codex Climaci Rescriptus (CCR IV). In: Collectanea Christiana Orientalia 16, 2019, S. 81–98.
- Christa Müller-Kessler: Obsequies of My Lady Mary (I): Unpublished Early Syriac Palimpsest Fragments from the British Library (BL, Add 17.137, no. 2). In: Hugoye 23.1, 2020, S. 31–59.
- Christa Müller-Kessler: Obsequies of My Lady Mary (II): A Fragmentary Syriac Palimpsest Manuscript from Deir al-Suryan

(BL, Add 14.665, no. 2). In: Collectanea Christiana Orientalia 19, 2022, S. 45–70.